# 斯普林維尤 (內布拉斯加州)
斯普林維尤（英語：Springview）是一個位於美國內布拉斯加州基亞帕哈縣的村。根據2010年美國人口普查，該地共人口242人，而該地的面積約為1.72平方千米。同時該地也是基亞帕哈縣的縣治。

## 地理
斯普林維尤的座標為42°49′25″N 99°44′53″W / 42.82361°N 99.74806°W，而該地的平均海拔高度為746米（即2448英尺）。